# Alexander Flamberg
Alexander Flamberg (* 1880 in Warschau; † 24. Januar 1926 ebenda) war ein polnischer Schachspieler.
Alexander Davidowitsch Flamberg verbrachte seine Jugend in England, wo er auch das Schachspiel erlernte. Nach seiner Rückkehr gewann er die Meisterschaft von Warschau in den Jahren 1901 und 1902. Im Viermeisterturnier Łódź 1906 wurde er Dritter hinter Rubinstein und Tschigorin und vor Salwe. Im Jahr 1910 gewann er die Meisterschaft von Warschau vor Rubinstein, verlor dann aber einen Wettkampf gegen ihn (+0 =1 −4).
Flamberg gehörte zu den „russischen“ Teilnehmern des Schachturniers in Mannheim 1914, die nach Kriegsausbruch und Abbruch des Turniers interniert wurden. Die Internierten, darunter anfänglich auch Aljechin und Bohatyrtschuk, spielten insgesamt acht Turniere, das erste in Baden-Baden und die folgenden in Triberg. Das erste Turnier gewann Flamberg, fünfmal war Bogoljubow der Sieger und zweimal Rabinowitsch.

## Turniererfolge
- Warschau 1910: 3. Platz
- Warschau 1911: 2./3. Platz
- Sankt Petersburg 1911: 2. Platz
- Warschau 1912: 2. Platz
- Vilna 1912: 5. Platz
- Łódź 1912: 2. Platz
- Warschau 1913: 1. Platz
- Sankt Petersburg 1913/14: 3. Platz (hinter Nimzowitsch und Aljechin)
- Krakau 1914: 1. Platz
- Baden-Baden 1914: 1. Platz
- Warschau 1917: 3./4. Platz
- Warschau 1919/20: 2. Platz
- Warschau 1923: 1. Platz
- Warschau 1924: 1./2. Platz